# النفازي (المخادر)

تعديل مصدري - تعديل

النفازي هي إحدى قرى عزلة المحرم بمديرية المخادر التابعة لمحافظة إب، بلغ تعداد سكانها 218 نسمة حسب تعداد اليمن لعام 2004.